# Zoltán Varga
Zoltán Varga (Vál, 1 de janeiro de 1945 - 9 de abril de 2010) foi um futebolista e treinador húngaro que jogou nas décadas de 1960 e 1970. campeão olímpico. 

## Carreira
Zoltán Varga fez parte do elenco medalha de ouro, nos Jogos Olímpicos de 1964.